# Caffrowithius calvus
Caffrowithius calvus är en spindeldjursart som först beskrevs av Beier 1959.  Caffrowithius calvus ingår i släktet Caffrowithius och familjen blindklokrypare. Inga underarter finns listade.